# Francisco Morazán
Pour les articles homonymes, voir Morazán.
José Francisco Morazán Quezada, né le 3 octobre 1792 à Tegucigalpa et mort le 15 septembre 1842 à San José, est un homme d'État et caudillo d'Amérique centrale.
Il est président de la république fédérale d'Amérique centrale (1830-1834 ; 1835-1839) ainsi que chef d'État du Honduras (1827-1830), du Guatemala (1829), du Salvador (1839-1840) et du Costa Rica (1840). Il est considéré comme l'un des plus grands chefs militaires d'Amérique centrale et un personnage central de la vie politique centre-américaine du début du XIXe siècle en tant que chef de file du mouvement libéral.

## Biographie
Né à Tegucigalpa (Honduras) en 1792, d'un père créole venant des Antilles et originaire de Corse, il reçoit une éducation visant une carrière politique et militaire. Il apprend le français et se familiarise avec la pensée des Lumières et la Révolution française.

### Débuts militaires et politiques (1821-1827)
Lorsqu'est déclarée l'indépendance de l'Amérique centrale vis-à-vis de l'Espagne, Morazán est un assistant du maire de Tegucigalpa. Cette ville est contre l'annexion de l'Amérique centrale par l'Empire mexicain alors que la municipalité voisine de Comayagua y est favorable. Le gouverneur de Comayagua engage des actions répressives contre Tegucigalpa qui y répond par la formation d'une armée de volontaires. C'est ainsi que Morazán devient capitaine d'un bataillon, mais Tegucigalpa ne peut empêcher l'annexion de l'Amérique centrale par le Mexique.
En 1823, après la sécession de l'Amérique centrale du Mexique, Francisco Morazán participe à la commission sur le pouvoir électoral de l'assemblée constituante centre-américaine, en vue d'une constitution fédérale pour les Provinces unies d'Amérique centrale.
En 1824, il est nommé secrétaire général du premier gouvernement de l'État du Honduras, présidé par son oncle Dionisio Herrera.
Le premier président de la république fédérale d'Amérique centrale est Manuel José Arce, issu du parti libéral mais obligé par la majorité conservatrice du parlement de ne pas suivre son programme politique. En 1827, la guerre civile éclate entre les libéraux, trahis par Arce, et les conservateurs. Les troupes fédérales envahissent le Honduras et le Capitaine Morazán est fait prisonnier et envoyé au Guatemala. Il arrive à s'échapper et rejoint le Nicaragua pour prendre la tête d'une armée ayant pour but de renverser le nouveau gouvernement conservateur du Honduras. Le 27 novembre 1827, Morazán entre à Comayagua et prend le poste de chef d'État du Honduras. C'est ainsi que Francisco Morazán devient le chef de file des libéraux centre-américains qui lui demandent son aide pour libérer les différentes régions occupées par les conservateurs.

### L'invasion du Salvador et du Guatemala (1828-1829)
Le 30 juin 1828, Morazán démissionne de son poste de chef d'État du Honduras et prend la tête de l'Armée protectrice de la loi, composée de 600 hommes d'origines hondurienne, nicaraguayenne et salvadorienne. Il part libérer le Salvador des troupes fédérales conservatrices avec cette armée hétéroclite composée de libéraux, de mercenaires et d'indiens. À San Miguel, Morazán perd une partie de ses troupes car il interdit aux soldats de piller la ville, préférant les payer en réquisitionnant les commerçants. Malgré ces désertions et après quelques escarmouches, il entre à  San Salvador en tant que libérateur en octobre de la même année.
En 1829, fort d'une armée de plus de 2 000 soldats, Morazán pénètre au Guatemala dans l'intention de prendre la capitale fédérale et d'en finir avec le gouvernement conservateur. En mars, et après une bataille dont l'armée de Morazán sort victorieuse, une conférence de paix à Ballesteros échoue, malgré l'évidente supériorité de Morazán. Il entre dans la capitale fédérale, Ciudad de Guatemala, le 13 avril 1829 et fait arrêter les conservateurs du gouvernement de la fédération et du gouvernement de l'État du Guatemala, ainsi que les religieux réticents aux réformes libérales. Morazán n'accepte aucun compromis avec les conservateurs, il fait exiler ses opposants politiques et confisque leurs biens et leurs terres qui deviennent propriété de la Fédération. La guerre civile est terminée, le mouvement conservateur est affaibli alors que les libéraux dominent la région grâce à Morazán, qui prend le titre de Gouverneur provisoire du Guatemala.

### Présidence de la République fédérale (1829-1838)

Drapeau de la république fédérale d'Amérique centrale (1824-1839)

En 1829, Francisco Morazán est élu président de la république fédérale d'Amérique centrale. Il s'efforce de maintenir en vie la Fédération des provinces unies d’Amérique centrale, adopte la loi de liberté d’impression, de pensée, de parole et d'écriture, celle du mariage civil, un décret rendant l'éducation obligatoire. Son programme comprend en outre la vente des propriétés ecclésiastiques, l'abolition de la dîme perçue par l’Église et la reconnaissance par les prêtres de leurs enfants illégitimes. L'aristocratie et l’Église s’unissent contre lui. Il tente pendant son mandat de maintenir l'union de la région et de faire appliquer ses réformes libérales. Les réformes voulues par les libéraux sont inspirées des idées des Lumières et du système politique américain et britannique : libre-échange au sein du pays, développement des exportations et protection de l'industrie du textile, liberté de culte, éducation pour tous, etc.
En 1832, José María Cornejo (en), chef conservateur de l'État d'El Salvador, déclare son pays indépendant. Pour garder l'unité de la fédération, Morazán envahit le Salvador et fait nommer le libéral Mariano Prado comme chef d'État.
Cette même année est élu à la tête de la république fédérale d'Amérique centrale le modéré José Cecilio del Valle, rédacteur de l'acte d'indépendance et respecté par les deux camps. Mais il meurt avant de prendre ses fonctions et Morazán est réélu président de la fédération.
En 1834, le Salvador se proclame une nouvelle fois indépendant ; Morazán envahit de nouveau le Salvador et décide d'installer la capitale fédérale à San Salvador pour mieux contrôler la région.
En 1838, le Guatemala doit faire face au caudillo conservateur Rafael Carrera. Morazán est appelé à l'aide et bat plusieurs fois les troupes de Carrera, sans pouvoir le capturer. Entre-temps, le Costa Rica et le Nicaragua se sont déclarés indépendants et l'Assemblée fédérale a décidé de laisser aux États la liberté de s'auto-administrer. Lorsque Morazán revient à San Salvador, son mandat de président est terminé et la session parlementaire aussi, empêchant l'organisation d'élections. La république fédérale d'Amérique centrale est morte.

### Présidence du Salvador (1839-1840)
Le 11 juillet 1839, Morazán est élu chef de l'État d'El Salvador mais les pays voisins, dirigés par des conservateurs, ne veulent pas qu'une telle personnalité, symbole du fédéralisme, exerce une fonction de chef d'État dans la région. Le Honduras, le Nicaragua et le Guatemala s'allient et Morazán doit fuir et s'exiler au Panama en 1840, où il écrit ses mémoires et le Manifeste de David (un recueil de ses réflexions sur son rôle politique et militaire dans la région et sur ses ennemis, en particulier Rafael Carrera). Morazán continue son exil au Pérou où il refuse de commander une armée.

### Présidence du Costa Rica (1840-1842)
Dans les années 1840, les Britanniques occupent la côte pacifique du Nicaragua, Morazán ne peut l'accepter et décide de retourner en Amérique centrale pour les chasser. Il retourne au Salvador où il réussit à enrôler assez de personnes pour faire tomber le dictateur costaricien Braulio Carrillo. Il entre ainsi à San José en avril 1842 en tant que libérateur. Morazán est élu Président du Costa Rica, il fait intégrer le pays à la défunte république fédérale d'Amérique centrale et instaure le service militaire obligatoire. Les menaces de guerre et la présence de troupes salvadoriennes font perdre à Morazán tout soutien populaire. Une révolte anti-Morazán éclate et le président doit fuir chez son ami Pedro Mayorga. Celui-ci le trahit et le livre à ses ennemis.
Arrêté, Francisco Morazán est jugé et condamné à mort. Il est fusillé le 15 septembre 1842, jour du 21e anniversaire de l'indépendance de l'Amérique centrale. Refusant qu'on lui bande les yeux, il commande lui-même son peloton d'exécution.

## Hommages et monuments
Par son importance dans l'histoire de l'Amérique centrale et des différents pays qui la composent, Francisco Morazán est un personnage important dans l'imaginaire de la région. Il donne son nom à des départements au Salvador et au Honduras.